# Milada Emmerová
Milada Emmerová (* 4. listopadu 1944 Plzeň) je česká lékařka a politička, bývalá členka České strany sociálně demokratické, v letech 2012 až 2018 senátorka za obvod č. 8 – Rokycany.
Mezi roky 1996–2004 a opět 2010–2012 působila jako poslankyně Poslanecké sněmovny, v letech 2004 až 2005 byla ministryní zdravotnictví ČR a od listopadu 2008 do září 2010 hejtmankou Plzeňského kraje.

## Biografie

### Profesní a osobní život
V roce 1967 vystudovala všeobecné lékařství na Lékařské fakultě Univerzity Karlovy v Plzni a od promoce pracovala na I. interní klinice Fakultní nemocnice v Plzni, postupně jako sekundární lékařka, odborná asistentka a vedoucí lékařka metabolické jednotky intenzívní péče a léčebné barokomory (od roku 1978). V roce 1972 složila první atestaci z vnitřního lékařství, v roce 1976 složila druhou atestaci z vnitřního lékařství. V roce 1989 obhájila kandidátskou disertační práci na téma "Intenzivní péče o otravy oxidem uhelnatým". V roce 2005 složila atestaci z hyperbarické a letecké medicíny. V roce 1993 se habilitovala prací na téma Elektrokardiogram u akutní intoxikace oxidem uhelnatým a do roku 2008 pracovala jako docentka vnitřního lékařství na téže klinice, poté na II.interní klinice FN Plzeň. Od roku 2000 je členkou New York Academy of Sciences.
Milada Emmerová je rozvedená (Ing. Jiří Emmer, 1966–1982), má dvě děti: MUDr. Jiří Emmer (* 1967) a Mgr. Helena Emmerová (* 1979).

### Poslankyně a členka vlády
Před sametovou revolucí byla členkou KSČ v letech 1967–1989. Působila jako předsedkyně závodní organizace KSČ ve FN Plzeň. V roce 1994 vstoupila do České strany sociálně demokratické.
Ve volbách v roce 1996 byla zvolena do poslanecké sněmovny za ČSSD (volební obvod Západočeský kraj). Mandát ve sněmovně obhájila ve volbách v roce 1998 a volbách v roce 2002. V letech 1996–2002 byla místopředsedkyní sněmovního výboru pro sociální politiku a zdravotnictví a v období let 2002–2004 jako jeho předsedkyně. V letech 2000–2002 působila jako místopředsedkyně poslaneckého klubu ČSSD. V září 2004 se spolu s některými dalšími ministry Grossovy vlády vzdala poslaneckého křesla.
V srpnu 2004 se totiž stala ve vládě Stanislava Grosse ministryní zdravotnictví, po jeho rezignaci zasedla i ve vládě Jiřího Paroubka. Připravila koncepci zdravotnictví a reformu financování zdravotní péče, která mimo jiné odmítala růst spoluúčasti pacientů. Také odmítala převod krajských nemocnic na obchodní společnosti. Po protestech soukromých praktických lékařů na zpožďování plateb od pojišťoven ji premiér Paroubek 12. října 2005 odvolal. 19. července 2006 ji vláda schválila jako členku dozorčí rady Všeobecné zdravotní pojišťovny (VZP).
Neúspěšně kandidovala v senátních volbách v listopadu 2004 ve volebním obvodě Plzeň-jih (v 1. kole získal těsnou nadpoloviční většinu kandidát ODS Jiří Šneberger; Emmerová byla s 16,8 % druhá těsně před kandidátkou KSČM). Pracovala pak ve Fakultní nemocnici Plzeň na plný úvazek a na Lékařské fakultě UK v Plzni.

### Krajská hejtmanka
V krajských volbách v říjnu 2008 kandidovala na hejtmanku Plzeňského kraje za ČSSD, která volby vyhrála s 36,37 % (65 066 hlasů). Stala se historicky první ženou ve funkci krajské hejtmanky.
Na funkci hejtmanky rezignovala 9. září 2010. Po volbách v roce 2010 se totiž vrátila do sněmovny, přičemž získala velký počet preferenčních hlasů. V letech 2010–2012 byla místopředsedkyní sněmovního výboru pro sociální politiku.

### Senátorka
V květnu 2012 oznámila svůj zájem kandidovat v krajských volbách v Plzeňském kraji z pozice volební lídryné Strany Práv Občanů ZEMANOVCI (SPOZ). Počátkem června se politické grémium ČSSD jednomyslně postavilo proti tomu, aby Emmerová za SPOZ kandidovala. Ta se rozhodla zůstat v ČSSD a nekandidovat v krajských volbách za SPOZ.
V senátních volbách na podzim 2012 byla za ČSSD zvolena senátorkou za senátní obvod č. 8 – Rokycany, severní Plzeňsko a část Berounska, musela se vzdát poslaneckého mandátu. Na podzim 2014 byla přistižena při jízdě bez platné jízdenky v plzeňské MHD. Ve volbách do Senátu PČR v roce 2018 obhajovala za ČSSD svůj mandát senátorky v obvodu č. 8 – Rokycany. Se ziskem 15,79 % hlasů skončila v prvním kole voleb na 2. místě a ve druhém kole se utkala s kandidátem ODS Pavlem Karpíškem. Prohrála však poměrem hlasů 31,61 % : 68,38 %, a mandát senátorky tak neobhájila.

### Krajská zastupitelka
V krajských volbách v roce 2020 byla za ČSSD zvolena zastupitelkou Plzeňského kraje.
V květnu 2023 z ČSSD vystoupila. Mandát zastupitelky kraje jí zanikl po krajských volbách v roce 2024, protože již nekandidovala.